# Vincenzo Bellini
Vincenzo Bellini (n. 3 noiembrie 1801, Catania, Regatul Siciliei – d. 23 septembrie 1835, Puteaux, Seine, Franța) a fost compozitor italian de operă. Operele sale se remarcă prin reliefarea personajelor feminine, nedreptățite de destin (Somnambula, Norma, Beatrice di Tenda, Puritanii). Își numește lucrările  „tragedii lirice” ori „melodrame” (melodramma). Cea mai cunoscută arie a compozitorului este „Casta Diva”, din opera Norma.
Alături de Gaetano Donizetti și Gioacchino Rossini, Bellini a fost unul din compozitorii de frunte ai genului de operă italiană, de la începutul secolului al XIX, numit Bel Canto. Conform criticului londonez Tim Ashley,
 ...   [Vincenzo Bellini] a fost de asemenea imens de influent, fiind totodată foarte mult admirat de alți compozitori, așa cum fusese admirat și de public. Verdi se delecta cu „liniile sale melodice lungi, lungi, lungi, pe care nimeni nu le-a scris înainte”. Wagner, căruia rareori îi plăcea de cineva, cu excepția cunoscută - de el însuși, a fost fascinat de abilitatea aproape neobișnuită a lui Bellini de a asorta muzica cu textul și psihologia [personajelor]. Liszt și Chopin se declarau ei înșiși fani ai operei sale muzicale. Dintre giganții muzicali ai secolului al XIX-lea, numai Berlioz nu avusese nimic de spus [despre Bellini]. În sfârșit, acei muzicologi, care îl consideră pe Bellini a fi doar un aranjor muzical romantic ingenios, sunt astăzi în clară minoritate. 
A fost înmormântat inițial (în septembrie 1835) în cimitirul parizian Père-Lachaise, alături de locul în care urma să fie inmormântat Frédéric Chopin (în octombrie 1849). În 1836, corpul muzicianului sicilian a fost exhumat, îmbălsămat și transferat în Domul din Catania, din Sicilia sa natală.
Clădirea operei din Catania, construită în stilul barocului sicilian, proiectată de către arhitectul italian Andrea Scala, poartă numele compozitorului, it Teatro Massimo Vincenzo Bellini. Opera fost inaugurată la 31 mai 1890, în fața unui public entuziast (care a ocupat până la refuz cele 1200 de locuri), cu prezentarea celei mai cunoscute opere a sa, Norma.

## Opera muzicală completă a lui Bellini
În anul 1999, editura muzicală italiană Casa Ricordi, în colaborare cu Teatro Massimo Bellini din Catania, orașul natal al compozitorului, au pornit un proiect complex, de publicare a unei ediții critice complete a tuturor lucrărilor muzicale ale lui Bellini.

### Opere
| Titlu | Gen              | Acte   | Libret               | Premieră              | Premieră                                           |
| Titlu | Gen              | Acte   | Libret               | Dată                  | Oraș / Sală                                        |
| --- | ---------------- | ------ | -------------------- | --------------------- | -------------------------------------------------- |
| Adelson e Salvini — Adelson și Salvini                                                                                       | opera semiseria  | 3 acte | Andrea Leone Tottola | 12 (?) februarie 1825 | Napoli, Teatro del Conservatorio di San Sebastiano |
| Bianca e Gernando — Bianca și Gernando                                                                                       | melodramă        | 2 acte | Domenico Gilardoni   | 30 mai 1826           | Napoli, Teatro San Carlo                           |
| Il pirata — Piratul | melodramă        | 2 acte | Felice Romani        | 27 octombrie 1827     | Milano, Teatro alla Scala                          |
| Bianca e Fernando — Bianca și Fernando (considerată operă distinctă datorită rescrierii complete a operei Bianca e Gernando) | melodramă        | 2 acte | Felice Romani        | 7 aprilie 1828        | Genova, Teatro Carlo Felice                        |
| La straniera — Străina | melodramă        | 2 acte | Felice Romani        | 14 februarie 1829     | Milano, Teatro alla Scala                          |
| Zaira — Zaira | tragedie lirică  | 2 acte | Felice Romani        | 16 mai 1829           | Parma, Teatro Ducale                               |
| I Capuleti e i Montecchi — [Familiile] Capulet și Montague                                                                   | tragedia lirica  | 2 acte | Felice Romani        | 11 March 1830         | Veneția, Teatro La Fenice                          |
| La sonnambula — Somnambula                                                                                                   | opera semiseria  | 2 acte | Felice Romani        | 6 martie 1831         | Milano, Teatro Carcano                             |
| Norma — Norma | tragedie lirică  | 2 acte | Felice Romani        | 26 decembrie 1831     | Milano, Teatro alla Scala                          |
| Beatrice di Tenda — Beatrice de Tenda                                                                                        | tragedie lirică  | 2 acte | Felice Romani        | 16 martie 1833        | Veneția, Teatro La Fenice                          |
| I puritani — Puritanii | melodramma serio | 3 acte | Carlo Pepoli         | 24 ianuarie 1835      | Paris, Théâtre-Italien                             |

### Alte lucrări muzicale

#### Cântece
Următoarele 15 titluri au fost publicate într-o colecție, intitulată, en Composizioni da Camera, de aceeași Casa Ricordi în 1935, cu ocazia centenarului decesului lui Bellini.
Șase cântece timpurii
- "La farfalletta" – canzoncina
- "Quando incise su quel marmo" – scena ed aria
- "Sogno d'infanzia" – romanza
- "L'abbandono" – romanza
- "L'allegro marinaro" – ballata
- "Torna, vezzosa fillide" – romanza

Tre Ariette
- "Il fervido Desiderio"
- "Dolente immagine di Fille mia"
- "Vaga luna"

Sei Ariette
- "Malinconia, Ninfa gentile"
- "Vanne, o rosa fortunata"
- "Bella Nice, che d'amore"
- "Almen se non poss'io"
- "Per pietà, bell'idol mio"
- "Ma rendi pur contento"

#### Altele
- opt simfonii, incluzând Capriccio, ossia Sinfonia per studio (Capriccio ori Simfonia de studiu)
- concert pentru oboi - Oboe Concerto în mi major
- șapte piese pentru pian, trei dintre ele la patru mâini
- o Sonată pentru orgă
- 40 de lucrări muzicale sacre, incluzând:
  - ("Catania" No. 1) — masă în re major (1818)
  - ("Catania" No. 2) — masă în sol major (1818)
  - Messa di Gloria în la minor pentru soliști, cor și orchestră (1821)
  - Masă în mi minor (Napoli, circa 1823)
  - Masă în sol minor (Napoli, circa 1823)
  - Salve regina — în la major pentru cor și orchestră (circa 1820)
  - Salve regina — în fa minor pentru soprană și pian (circa 1820)

## Galerie de imagini

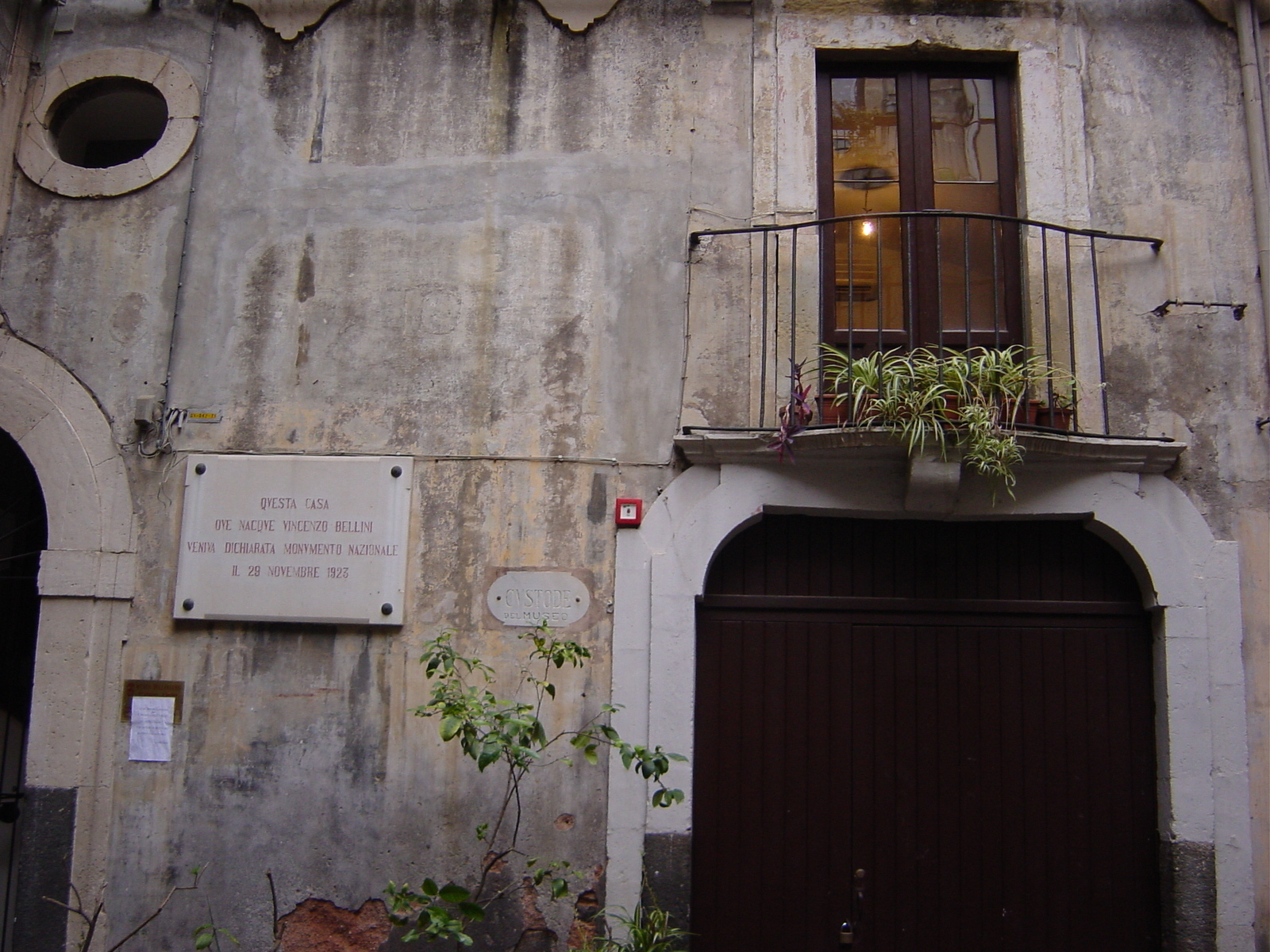
Casa natală a compozitorului din Catania
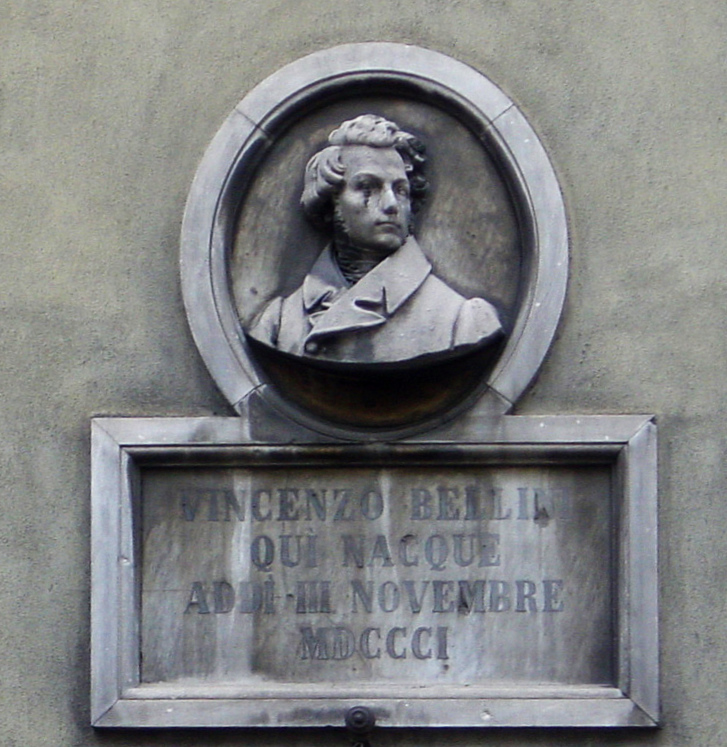
Basorelieful compozitorului pe fațada casei natale din Catania
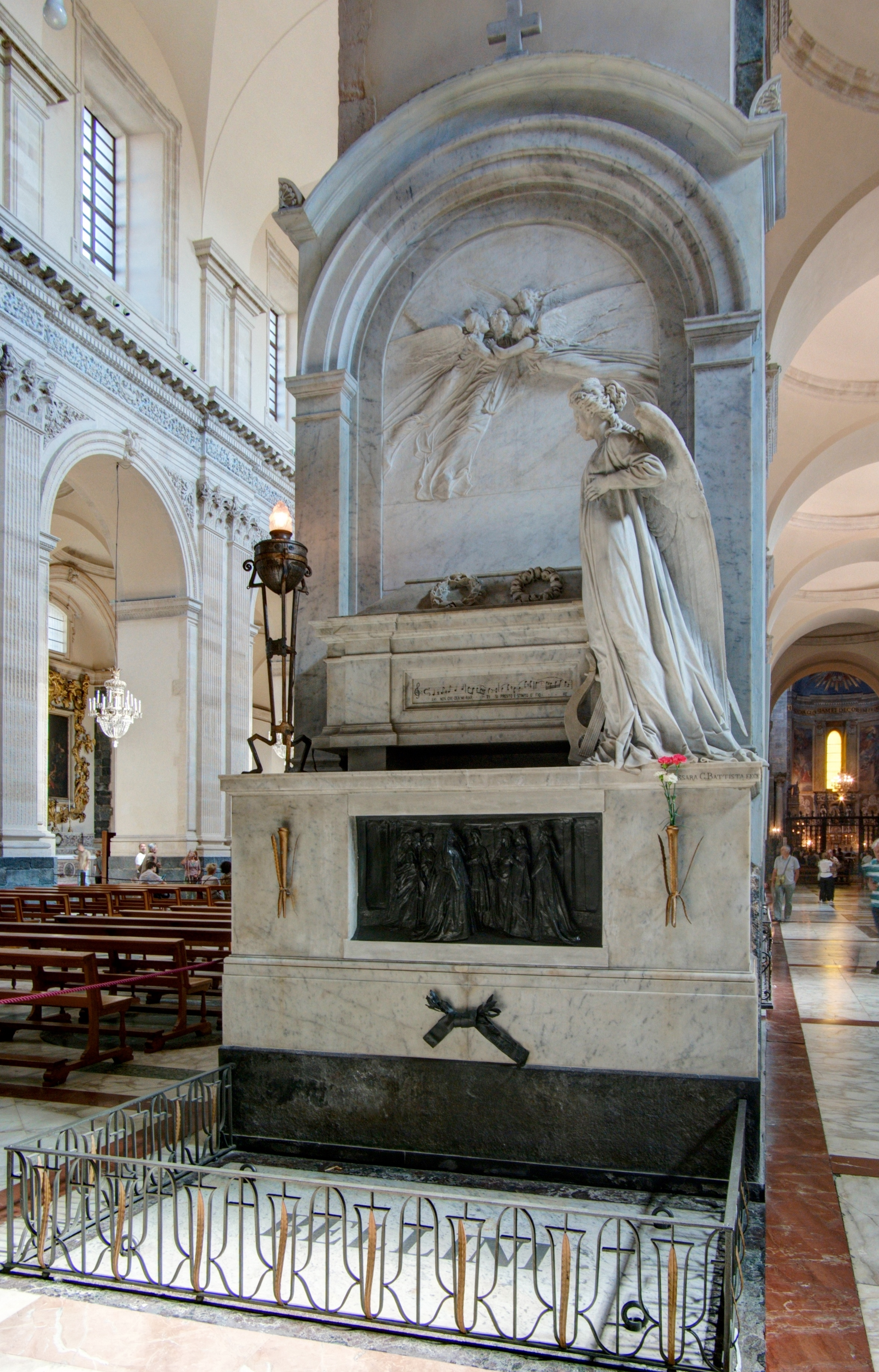
Domul din Catania cu mormântul lui Vincenzo Bellini
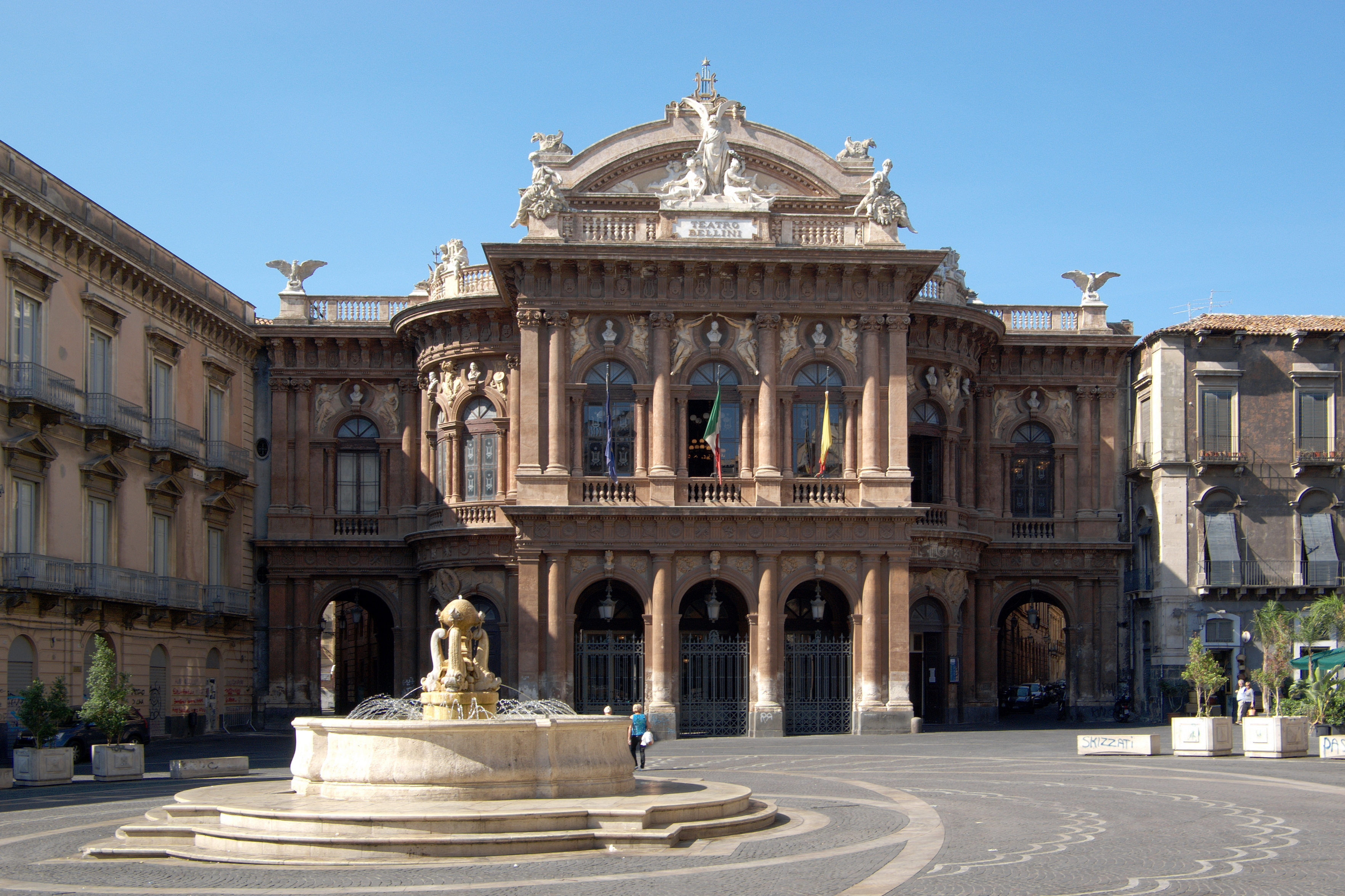
Opera „Vincenzo Bellini” din Catania